# Erik Erlandsson
Erik Erlandsson (* 22. Mai 2004 in Malmö) ist ein schwedischer Leichtathlet, der sich auf den Sprint spezialisiert hat.

## Sportliche Laufbahn
Erste internationale Erfahrungen sammelte Erik Erlandsson im Jahr 2022, als er bei den U20-Weltmeisterschaften in Cali mit 10,81 s in der ersten Runde im 100-Meter-Lauf ausschied und über 200 Meter mit 21,03 s im Halbfinale ausschied. 2024 erreichte er bei den Europameisterschaften in Rom das Finale im 200-Meter-Lauf und belegte dort in 20,57 s den vierten Platz. Anschließend schied er bei den Olympischen Sommerspielen in Paris mit 20,93 s im Halbfinale aus. Im Jahr darauf belegte er bei den U23-Europameisterschaften in Bergen in 20,80 s den vierten Platz über 200 Meter.
In den Jahren 2024 und 2025 wurde Erlandsson schwedischer Hallenmeister im 200-Meter-Lauf.

## Persönliche Bestleistungen
- 100 Meter: 10,50 s (+1,2 m/s), 16. Juli 2022 in Malmö
  - 60 Meter (Halle): 6,84 s, 21. Januar 2023 in Växjö
- 200 Meter: 20,49 s (+0,3 m/s), 6. August 2024 in Rom
  - 200 Meter (Halle): 20,43 s, 17. Januar 2025 in Växjö (schwedischer Rekord)